# Ленівський Руслан Володимирович
Руслан Володимирович Ленівський — заслужений юрист України, засновник групи компаній «Ти і Право», співзасновник Української асоціації китаєзнавців, радник Міністра енергетики та вугільної промисловості України, арбітр п’ятого Комітету Арбітражної комісії Чунціна, аудитор, філолог, політик, громадський діяч.

## Освіта
Випускник:
- філологічного факультету Львівського національного університету імені Івана Франка;
- Accademia della Crusca, м. Флоренція, Італійська Республіка;
- юридичного факультету Національного авіаційного університету за спеціальністю «Правознавство».

У 2016 році отримав сертифікат аудитора, виданий Аудиторською палатою України.
У 2018 році здобув науковий ступінь доктора філософії в галузі права.

## Професійна діяльність

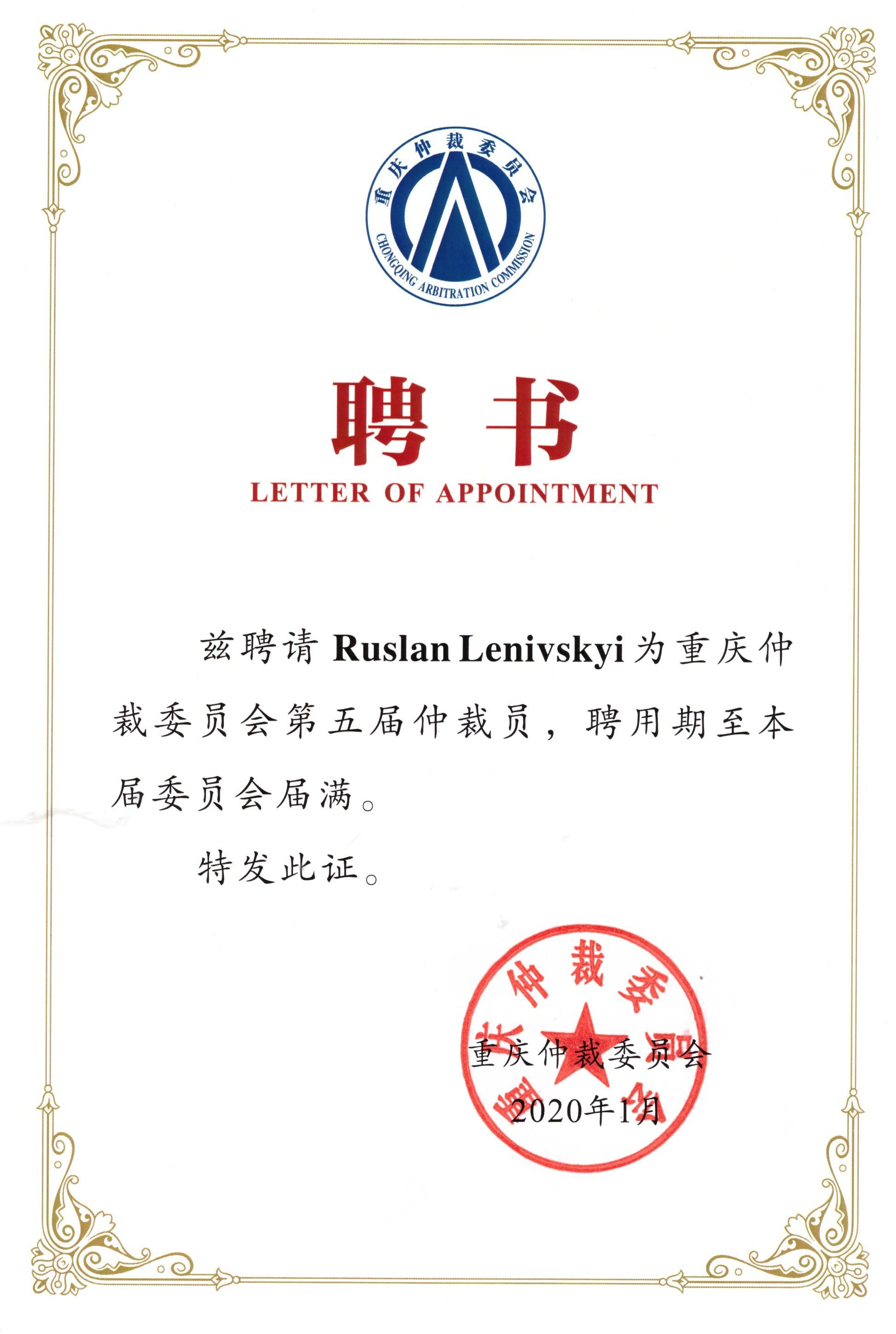
Руслана Ленівського призначено арбітром Арбітражної комісії м.Чунцін (КНР)

Ленівський Руслан Володимирович — засновник групи компаній «Ти і право», яка надає юридичні та аудиторські послуги китайським компаніям в Україні, серед яких є всесвітньо відомі підприємства та корпорації;
Співзасновник Української асоціації китаєзнавців та періодичного друкованого засобу масової інформації — журналу «Україна-Китай», що видається у співпраці з посольством КНР в Україні та Інститутом сходознавства ім. А. Ю. Кримського НАН України;
Постійний член Національної спілки журналістів України з 2013 року;
У 2020 році призначений арбітром п’ятого Комітету Арбітражної комісії Чунціна.

## Нагороди
- Заслужений юрист України (2017)[3]